# José Luis Gómez Hurtado
José Luis Gómez Hurtado (Granada, 17 de agosto de 1990), más conocido como Joselu, es un exjugador de fútbol español que jugaba en la demarcación de delantero.

## Biografía
Joselu debutó como futbolista con el Fútbol Club Barcelona "B" en 1990 a los 18 años de edad. En 2009 jugó en calidad de cedido en el Granada CF el año en el que el club ganó la Segunda División B de España en la temporada 2009/2010 ascendiendo de categoría. Posteriormente jugó con el RCD Espanyol "B" durante un año. Tras rescindir el contrato que aun le vinculaba al Fútbol Club Barcelona "B" se fue al Real Jaén CF, donde marcó dos goles en 27 partidos jugados. También jugó para el UD Almería "B", UD Almería, Córdoba CF, y finalmente de nuevo para el Real Jaén CF, quien le fichó en el mercado de invierno de 2013. En 2014 fichó por el La Hoya Lorca Club de Fútbol. Un año más tarde, en el verano de 2015, fichó por el Linares Deportivo.

## Clubes
Actualizado el 13 de julio de 2017
| Club                         | País   | Año       | Partidos | Goles |
| ---------------------------- | ------ | --------- | -------- | ----- |
| Fútbol Club Barcelona "B"    | España | 2008-2009 | 0        | 0     |
| Granada CF (cedido)          | España | 2009-2010 | 12       | 0     |
| RCD Espanyol "B"             | España | 2010-2011 | 15       | 1     |
| Real Jaén CF                 | España | 2011-2012 | 29       | 3     |
| UD Almería "B"               | España | 2012-2013 | 32       | 3     |
| UD Almería                   | España | 2013      | 1        | 0     |
| Córdoba CF                   | España | 2013-2014 | 6        | 0     |
| Real Jaén CF (cedido)        | España | 2014      | 8        | 0     |
| La Hoya Lorca Club de Fútbol | España | 2014-2015 | 12       | 5     |
| Linares Deportivo            | España | 2015-2017 | 63       | 5     |

## Palmarés

### Campeonatos nacionales
| Título                       | Club       | País   | Año  |
| ---------------------------- | ---------- | ------ | ---- |
| Segunda División B de España | Granada CF | España | 2010 |